# 대극족
대극족(Euphorbieae)는 말피기아목 대극과에 속하는 식물 족이다. 3개 아족에 6속으로 이루어져 있다. 대극과 등대풀, 설악초, 애기땅빈대 등을 포함하고 있다.

## 하위 속
- Anthosteminae
  - Anthostema
  - Dichostemma
- 대극아족 (Euphorbiinae)
  - 쿠반투스속 (Cubanthus)
  - 대극속 (Euphorbia)
- Neoguillauminiinae
  - Calycopeplus
  - Neoguillauminia